# 文選考異
《文選考異》共10卷，是清代胡克家对昭明太子萧统的《文選》及其注疏的考证。以宋淳熙年间尤袤所刻李善之注本為底本，又據宋代吳郡袁氏、茶陵陳氏所刻六臣本以校刊異同。在清代对《文選》的校勘考訂上，胡克家的《考異》和梁章鉅的《文選旁證》是比较出色的。

## 相关文献（文中引用）
- 梁昭明太子蕭统《文選》30卷
- 宋代吳郡袁氏刻六臣註刊本《文選》60卷（吳郡袁氏翻雕六臣本）
- 宋代茶陵陳氏刻六臣註刊本《文選》60卷（茶陵陳氏刻增補六臣本）
- 宋代尤袤刻李善註刊本《文選》60卷（李善注）
- 清代何焯《義門讀書記》5卷（何屺瞻焯校）
- 清代陳景雲《文選举正》6卷（陳少章景雲校）
- 清代梁章鉅《文選旁證》46卷